# Музеј Каподимонте
Музеј Каподимонте (итал. Il Museo nazionale di Capodimonte) је државни италијански музеј у Напуљу. У њему је изложена збирка наполитанског сликарства и декоративних уметности, и друга значајна дела италијанског и европског сликарства, као и староримске скулптуре. То је један од највећих музеја у Италији. 
Палату Каподимонте саградио је Карло VII, владар Краљевине Напуља и Сицилије, да би у њој 1738. године сместио велику уметничку збирку коју је наследио од своје мајке, Елизабете Фарнезе. Током наредних деценија палата и број уметничких дела је увећаван. После укидања монархије палата је отворена као национални музеј 1950, а у данашњој организацији од 1957.
У музеју се чувају дела уметника 13. до 18. века: Каравађа, Рафаела, Тицијана, Ел Грека, Ђовани Белинија, Симоне Мартинија, Мазача, Ботичелија, Пармиђанина, Лоренца Лота, Ђорђа Вазарија и других. 

## Галерија
- Мазачо: Распеће (1426)
- Андреа Мантења: Портрет Франческа Гонзаге (1461)
- Сандро Ботичели: Марија са дететом и два анђела (1468 - 1469)
- Пармиђанино: Портрет Галеаца Свинталеа (1524)
- Тицијан: Папа Павле III и његови нећаци (1545-1546)
- Питер Бројгел Старији: Слепац води слепца (1568)
- Каравађо: Бичевање Христа (1607)
- Елизабет Виже-Лебран: Портрет принцезе Марије Кристине (1790)